# メッセージ/ひとりぼっちのハブラシ
『メッセージ/ひとりぼっちのハブラシ』は、TOKIOの22作目のシングルであり、桜庭裕一郎の1stシングルでもある。2001年5月30日にユニバーサルミュージックから発売された。
TOKIOにとってはデビューから6年9ヶ月目にして、初めてオリコンチャート1位を獲得した作品である。

## 解説
「メッセージ」は、『第52回NHK紅白歌合戦』で歌唱された。
「ひとりぼっちのハブラシ」は、後に作詞・作曲を手がけたシャ乱Qのつんく♂によるセルフカバーがアルバム『TAKE1』に収録されている。なお、「ひとりぼっちのハブラシ」はテレビドラマ内では「桜庭裕一郎の8作目のシングル、2001年4月12日発売、チャート初登場1位獲得」という設定だった。
先述のとおり、本作はオリコンの週間シングルチャート（2001年6月11日付）で初登場1位を獲得。TOKIO、桜庭裕一郎ともに自身初の1位獲得となった。また、桜庭裕一郎は、架空の人物（テレビドラマから生まれた歌手）としては、1987年の風間三姉妹の『Remember』以来14年ぶりの1位獲得であった。
今作は2006年9月までユニバーサルミュージック移籍後にリリースしたシングルとしては最高の売上枚数を記録し、TOKIOのシングルとしてはデビュー曲「LOVE YOU ONLY」に次いでいたが、後に発売された「宙船/do! do! do!」に抜かれた。
ジャケット違いの通常盤、初回盤（TOKIOバージョン)、初回盤（桜庭裕一郎バージョン）の3形態で発売された。また、初回盤には初回封入特典として、TOKIOフィルムコンサート2001入場応募抽選券が封入されていた。

## 収録曲
1. メッセージ [4:39]
作詞・作曲：久保田光太郎、編曲：KAM
  - TBS系ドラマ『天国に一番近い男 ～教師編～』主題歌[9]
  - TBS系「C・C・C カー・クラッシュ・クラブ」エンディングテーマ[9]
2. ひとりぼっちのハブラシ [4:17] - 桜庭裕一郎
作詞・作曲：つんく、編曲：鈴木俊介、Produced by つんく♂
  - 長瀬智也主演 フジテレビ系ドラマ『ムコ殿』劇中歌[9]
3. メッセージ（Backing Track）
4. ひとりぼっちのハブラシ（Backing Track）